# 范绪箕
范绪箕（1914年1月5日—2015年11月21日），生于北京，原籍江苏江宁。中国力学专家、航空教育家。

## 生平
1935年毕业于哈尔滨工业大学机械系，后赴美国留学，在加州理工学院师从冯·卡门，1940年获航空工程博士学位。
中国抗日战争期间回国，在清华大学任教授，1945年主持建立浙江大学航空系。1952年院系调整时奉命主持交通大学、南京大学、浙江大学三校航空系合并建立华东航空学院（现西北工业大学），先后任院务委员会主任兼教务长、副院长兼教务长。1956年华东航空学院西迁后，调任南京航空学院副院长。
1978年，调往上海交通大学，1980年至1984年任校长。曾为第三届全国人民代表大会代表。
2015年11月21日在上海华东医院逝世，享年102岁。

## 家庭
父范其光，母李国奎。姐范绪箴，兄范绪筠，妹范绪篯。